# Planura
Planura är en kommun i Brasilien.   Den ligger i delstaten Minas Gerais, i den sydöstra delen av landet, 500 km söder om huvudstaden Brasília. Antalet invånare är 10 393.
Trakten runt Planura består till största delen av jordbruksmark. Runt Planura är det ganska glesbefolkat, med 32 invånare per kvadratkilometer.